# Anna Olga Szust
Anna Olga Szust (skr. Anna O. Szust) – fikcyjna postać, naukowiec, doktor habilitowana, stworzona w 2017 przez Emanuela Kulczyckiego z Instytutu Filozofii UAM oraz pracowników naukowych z Instytutu Psychologii Uniwersytetu Wrocławskiego (Piotra Sorokowskiego, Agnieszkę Sorokowską i Katarzynę Pisanski, ta ostatnia również z Uniwersytetu Sussex w Brighton).

## Cel i geneza
Postać została powołana do życia w ramach prowadzonej przez dwa lata prowokacji „Żądło”, mającej na celu zdemaskowanie nierzetelności drapieżnych wydawnictw otwartego dostępu i niskiej lub żadnej jakości publikowanych w nich tekstów naukowych. Wydawnictwa tego rodzaju publikują odpłatnie artykuły naukowe, najczęściej bez żadnej recenzji lub przy minimalnej kontroli naukowej. Pierwotnie naukowiec miał być mężczyzną imieniem Nikodem, nawiązującym do postaci literackiej Nikodema Dyzmy, jednak z przyczyn logistycznych (kobiecy głos odbierający telefon) zdecydowano się na zmianę płci.

## Charakterystyka
Z założenia twórców Anna O. Szust była fikcyjną, kiepską naukowczynią. Nie wydała samodzielnie żadnego artykułu naukowego. Była współtwórczynią kilku fikcyjnych prac zbiorowych i książek przez nikogo nigdy nie cytowanych (napisała rzekomo np. rozdział zatytułowany Dorosłe samice (Homo sapiens) urodzone wiosną są bardziej atrakcyjne fizycznie).
Kreatorzy postaci rozesłali jej słabo napisane, anglojęzyczne CV, zaopatrzone w zdjęcie z banku fotografii, aplikując na posadę redaktora czasopisma naukowego do 360 czasopism naukowych na świecie. Zawierało ono fikcyjne pozycje i artykuły w wymyślonych książkach, udział w niebyłych konferencjach, a także zmyślone profile w mediach społecznościowych, w tym na Academia.edu. Do zainteresowań rzekomej doktor (urodzonej 1 kwietnia, w prima aprilis) należała teoria i historia nauki, historia sportu, atrakcyjność i motywacja, metodologiczne podstawy nauk społecznych, biologiczno-kulturowe podstawy zachowania, kulturowe źródła procesów społecznych i kognitywistyka. Ukończyła studia magisterskie z filozofii (2002) i psychologii (2003). Doktoryzowała się (2009) i habilitowała (2014). Pracowała w ramach grantu Komitetu Badań Naukowych zatytułowanego Metodologiczne uwarunkowania XVIII-wiecznej historii nauki. Podano nawet, że pełni dyżury w pokoju nr 488 w poniedziałki i środy.

## Eksperyment
Z 360 czasopism (120 z listy Journal Citation Report, 120 z listy Directory of Open Access Journals i 120 z listy czasopism drapieżnych Bealla), które otrzymały CV, aż 48 zaakceptowało Annę O. Szust na stanowisko redaktora naukowego, mimo że jej kwalifikacje były absolutnie niewystarczające do takiej roli. Cztery z nich postanowiły zatrudnić ją na stanowisko redaktora naczelnego (redakcja jednego zaproponowała nawet podział zysków i odpisała: To dla nas zaszczyt dodać Pani nazwisko jako redaktora naczelnego naszego pisma bez żadnych obowiązków). W wielu przypadkach propozycje przychodziły już po kilku godzinach lub dniach, bez dokonania jakiegokolwiek procesu weryfikacyjnego. W swej korespondencji przedstawiciele poszczególnych czasopism podkreślali, że głównym celem jej pracy nie będzie recenzowanie i dbałość o jakość artykułów, ale pozyskiwanie autorów do publikacji za opłatą. Nie uzyskała zaproszenia do współpracy w żadnym z czasopism z listy Journal Citation Report, świadczącej o wysokim poziomie naukowym i weryfikowalności pism, ale aplikacja została przyjęta przez osiem czasopism naukowych z listy Directory of Open Access Journals. Najwięcej czasopism akceptujących CV pochodziło z Azji (22, głównie z Indii), mniej ich było z Europy (11).
Postać, już po ujawnieniu wszystkim redakcjom mistyfikacji, nie uległa zapomnieniu. Jej nazwisko nie zostało usunięte ze stron internetowych niektórych drapieżnych wydawnictw otwartego dostępu, a nawet figurowało na stronach takich, do których nigdy się nie zgłosiła. Była współorganizatorką konferencji, jak również została członkinią Rady Doradczej Agencji ds. Indeksowania Otwartych Czasopism (Advisory Board of the Journals Open Access Indexing), której deklarowanym celem jest podniesienie widoczności oraz łatwości użycia otwartych czasopism naukowych.
Eksperyment dowiódł, że konieczne jest tworzenie uznanych kanałów komunikacji i informacji naukowej, takich jak np. wysokiej jakości baz indeksujących, ponieważ nawet przedstawiciele świata nauki mają problemy z odróżnianiem czasopism rzetelnych od drapieżnych, niskiej jakości. Wyniki mistyfikacji opublikowano na łamach czasopisma „Nature” w 2017 roku w artykule Predatory journals recruit fake editor.